# ロンドン警視庁特殊犯罪課シリーズ
『ロンドン警視庁特殊犯罪課シリーズ』は、ベン・アーロノヴィッチによるファンタジー小説のシリーズである。2011年から刊行され、うち4長編が日本語訳されている。イギリスやアメリカでは同作のTRPGやグラフィックノベルが発売されている。

## 概要
『ロンドン警視庁特殊犯罪課シリーズ』は現代のロンドンを舞台とし、魔術を使って犯罪を取り締まる警察官を主人公としたモダン・ファンタジーであり、警察小説でもある。また歴史改変SFの側面も持つ。ロンドンの地理や風俗が織り込まれ、『指輪物語』、『ハリー・ポッターシリーズ』、『氷と炎の歌』などの他の魔法ファンタジーなどがジョークの種として言及される。
シリーズの世界は、表面的には現実世界と何の違いもない。だがその裏には魔術、吸血鬼、妖精、川の神々などの超自然的存在があり、ごく少数の人々には知られている。偉大なる科学者アイザック・ニュートンは魔術を体系化した人物でもあり、彼以後の魔術師は”アイザックス”とも呼ばれている。第二次大戦では、両陣営とも魔術師を動員した殲滅戦を戦ったため、戦後に魔術師の数は大いに減じた。だが大部分の人々はそのような歴史も、現在も残る超自然的な存在も知ることはない。ロンドンで起きる”奇妙な”事件は特殊犯罪課にまわされ、まっとうな警官は常識的な事柄しか報告書に書かない。特殊犯罪課は100年以上を生きる最後の魔術師一人によって運営され、魔術はやがて消えていくものであると、多くの人が信じていた。
だが、突然に”奇妙な”犯罪が増え、特殊犯罪課は50年来で初めての新人課員を加えることになり、魔術師の弟子として訓練を受ける。主人公のピーター・グラントは労働者階級の出身で、黒人の血をひく見習い警官である。ピーターはあまりに世俗的な川の神々、妖精、吸血鬼、トロール、ドリュアスなど、超自然的な存在とかかわりながら魔術の訓練を受け、恐るべき犯罪を解決しなくてはならない。
シリーズでは建築やジャズの蘊蓄が饒舌に語られ花を添える。このシリーズの一方の主役はロンドンであり、その名所や歴史が愛情をこめて描かれる。
2019年にリリースされた中編"October Man""はドイツを舞台とし、先立つシリーズと同じ世界でピーター・グラントと同様の立場の警察官のトビアス・ウィンターを主人公とする。

### テムズ川の神々

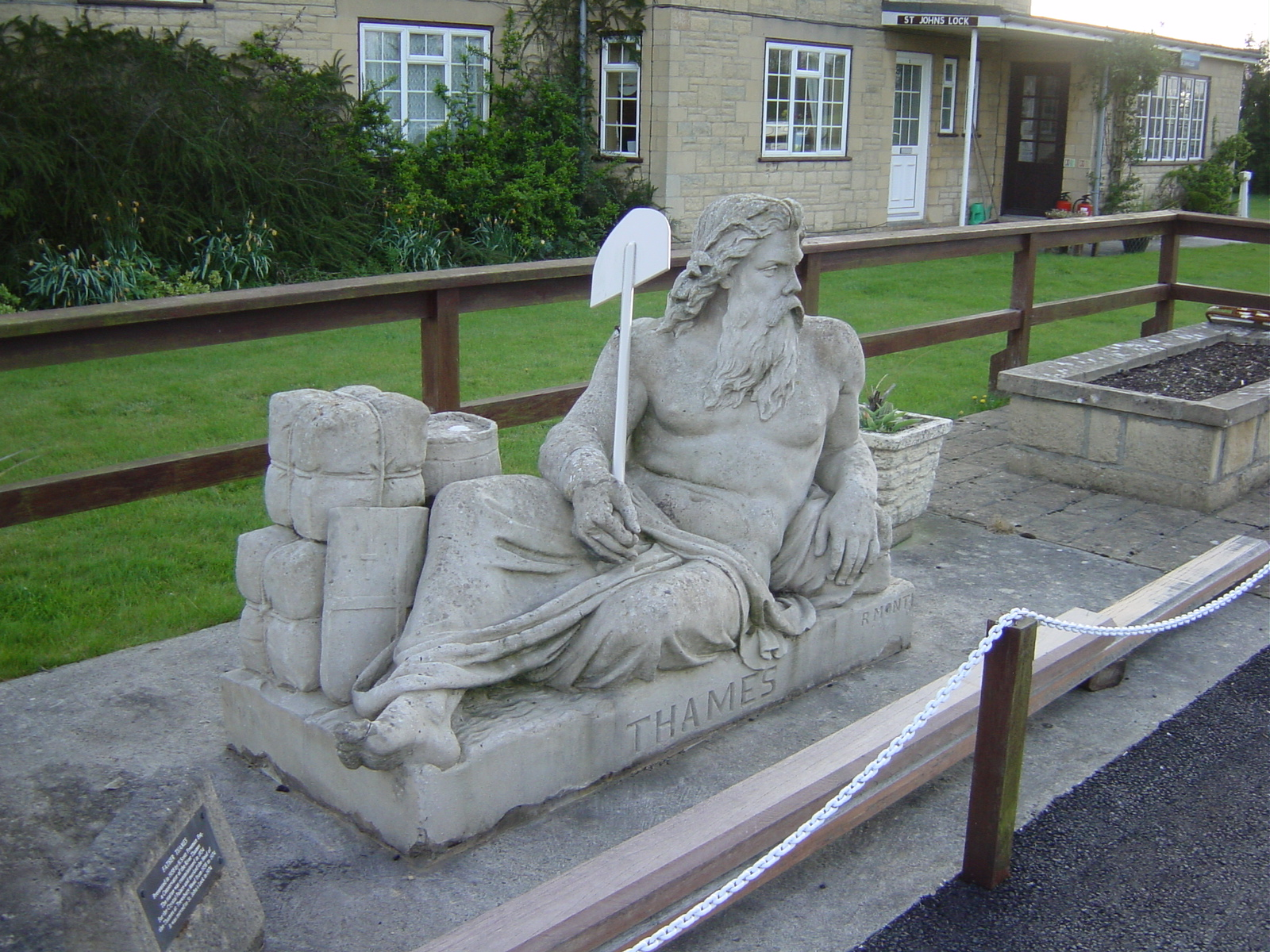
神格化されたテムズ川の父

本シリーズではテムズ川の神々が大きな役割を果たし、第一作の原題は”Rivers of London”である。川の神々は水を操るなどの超自然的な力をもつが、実態は普通の人間である。上流を支配する男神の長は2000歳ほどのブリトン人であり、下流を支配する女神の長は数十年前にナイジェリアから移民した黒人であり、一度はテムズ川に身を投げた元看護婦である。彼らは生活を楽しみ、欲望にあふれ、人間社会の中で生きる。

### イギリスおよびロンドン社会
多くの移民を抱え、多民族社会となった現代のイギリスおよびロンドンが、下層階級の出身で黒人の血を引き、人種的なマイノリティである主人公の目から、皮肉をこめて描かれる。古き良き大英帝国の上層階級出身の魔術師は、現代の風俗、人種的な多様性、近代的なテクノロジーにとまどう。テムズ川上流の神々が古いイギリスを代表する白人である一方で、汚染された下流の神々が移民の黒人であることは象徴的である。

### 魔術
魔術をふるうには特殊な才能が必要であり、長年の修練によってより高度な技を身につけることができる。魔術の知識はかつてアイザック・ニュートンによって密かに体系化され、魔術書が残されている。魔術の多用は脳に損傷を与え、やがて脳が委縮して死に至ることもある。魔術は脳の現代的な代替物であるマイクロプロセッサーにも大きな影響を与え、魔術が使われると周辺の高度な電子機器は破壊されることが普通である。魔術が使われた対象や場所には痕跡"ウェスティギア"が残り、魔術師はこれを嗅ぎあてることができる。1970年ごろから、理由は不明ながら魔術師は若返り、年を取らないようになっている。

## 出版
日本では早川書房が4長編を出版している。

### 長編・中編・短編集
- 女王陛下の魔術師（Rivers of London アメリカでの題名は Midnight Riot, 2011年）
- 顔のない魔術師（Moon Over Soho , 2011年）
- 地下迷宮の魔術師（Whispers Under Ground , 2012年）
- 空中庭園の魔術師（Broken Homes , 2013年）
- 未訳(Foxglove Summer, 2014年)
- 未訳(The Hanging Tree, 2016年11月)
- 未訳(The Furthest Station, 2017年9月) - 中編
- 未訳(Lies Sleeping, 2018年11月)
- 未訳(The October Man, 2019年5月) - ドイツを舞台とし、トビアス・ウィンターを主人公とする中編
- 未訳 (False Value, 2020年2月)
- 未訳 (Tales from the Folly, 2020年7月) - 短編集
- 未訳 (What Abigail Did That Summer, 2021年3月) - 中編
- 未訳 (Amongst Our Weapons, 2022年4月) [1]
- 未訳 (Winter's Gifts, 2023年6月8日) - 中編
- 未訳 (The Masquerades of Spring, 2024年9月5日)　中編
- 未訳 (Stone and Sky, 2025年7月8日)

### Graphic Novel
- Body Work (2016)
- Night Witch (2016)
- Black Mould (2017)
- Detective Stories (2017)
- Cry Fox (2018)
- Water Weed (2018)
- Action at a Distance (2019)
- The Fey and a Furious (2019-2020)
- Monday, Monday (2021)

## あらすじ

### 女王陛下の魔術師
ロンドン警視庁の見習巡査ピーター・グラントはさほど優秀でもなく、希望する殺人課ではなく事務処理の職場に配属されそうになる。だがピーターには幽霊を感知する能力があることが分かり、特殊犯罪課に回される。ここでピーターは100歳を超える魔術師であるナイティンゲールを上司とし、魔術師としての訓練を受けることになる。ピーターは二つの件を解決しなくてはならない。人に憑依して殺人鬼に変えるものを突き止めること、テムズ川の神々の間の争いを調停することである。
イギリスに伝わる人形劇パンチとジュディがモチーフとして使われている。

### 顔のない魔術師
前作の後、特殊犯罪課に勤める巡査であり魔術師の弟子であるピーター・グラントは、ロンドンの歓楽街ソーホー地区に呼び出される。クラブの地下のトイレで、魔術に関連すると思われる男が局部を歯で食いちぎられた死体として見つかったのである。同時に、引退した著名なジャズ・ミュージシャンの父親を持つピーターは、多くのジャズ・ミュージシャンたちが演奏直後に急死し、そこには魔術の痕跡があることに気付く。死んだジャズ・ミュージシャンたちの周辺には、妖しい魅力を持つ女の姿がある。両方の事件の背後に、なぜか顔を知られることのない邪悪な魔術師の姿が浮かび上がる。
ジャズの蘊蓄が饒舌に語られ、作品のモチーフとなっている。

### 地下迷宮の魔術師
ロンドン地下鉄のベーカー・ストリート駅の構内で、アメリカ人の若い学生が刺されて殺され、そこには魔術の痕跡が残る。ピーター・グラントは”顔のない魔術師”の捜査と並行して、鉄道警察やFBI捜査官とともに学生の殺人事件を捜査するうち、ナイティンゲールでさえ知ることのなかった、ロンドンの地下に隠れた迷宮の秘密にたどり着き、被害者やその周辺の人物の祖先の歴史を知ることになる。
ロンドンの地下を縦横に走る地下鉄の蘊蓄が語られ、作品のモチーフとなっている。

### 空中庭園の魔術師
ロンドン郊外で”顔のない魔術師”に関係した人物が交通事故を起こし、車内から血痕だけが見つかる。やがて森の中で顔を散弾でつぶされた女性の死体が発見される。都市計画担当の役人が不可解な飛び込み自殺を遂げ、忌まわしい魔術書を盗んだ金庫破りが体の内側から焼かれて殺される。すべての事件が”顔のない魔術師”につながり、ピーターは同僚レスリーとともに、ドイツから亡命した著名な建築家の設計した高層住宅”空中庭園”(スカイガーデン)に行き着く。レスリーが"顔のない魔術師"の側に寝返る。
一時は建築家を志したピーターの口から建築の蘊蓄が饒舌に語られ、作品のモチーフとなっている。

### Foxglove Summer
イングランド西部にあり、ウェールズとの境界地方にあるヘレフォードシャーの田舎で二人の少女が同時に行方不明になる。当地に住む引退した魔術師が無関係であることを確認するために、ピーターはロンドンを離れて調査に赴く。ピーターは地元の警察に協力して捜査に加わるが、やがて美しい田園地帯の裏側に隠れた秘密に気づく。
シリーズを通して初めて舞台がロンドンを離れる。

### The Hanging Tree
舞台は再びロンドンに戻る。ピーターは麻薬過剰使用による女子高校生の怪死事件に巻き込まれたタイバーンの娘の嫌疑を晴らそうとする。やがて謎の魔法文書が事件と絡んでいることが分かり、特殊犯罪課を含むロンドン警視庁、代々魔法を伝えてきた貴族、アメリカの魔法集団、そして"顔のない魔術師"が文書を手に入れようと競い合う。ピーターは"顔のない魔術師"の正体につながる手がかりを得る。

### The Furthest Station
Foxglove SummerとThe Hanging Treeの間に位置する中編である。
朝、ロンドン市内に向かう地下鉄Metropolitan Lineに次々と幽霊が現れ、ピーターとジャゲットはアビゲイルとともに調査を始める。沿線の郊外の家では多数の狐が不審死を遂げる。幽霊と会話したピーターは、若い女性が誘拐されたことを知り、地下鉄の終点駅近くにある、かつて幽霊をコレクションしていた魔術師の家に向かう。

### Lies Sleeping
ロンドン警視庁は正式にチームを結成して"顔のない魔術師"を追うが関連人物は次々と死ぬ。なぜか"顔のない魔術師"とレスリーはロンドン市内のローマ時代の遺物を収集していることがわかる。二人を追っていたピーターは逆に誘拐・監禁されるが、モリーのごとき妖精の監視人を味方にして逃亡する。ピーターはミスター・パンチと協力し、ロンドンを大混乱に陥れようとする企みを阻止する。レスリーは"顔のない魔術師"を殺し、逃走する。

### October Man
シリーズと同じ世界設定で、ドイツを舞台としピーターと同様の立場の警官トビアス・ヴィンターを主人公とする中編である。
ドイツでもイギリスと同様に魔法による犯罪が増加しつつある。トビアスとその師だけが魔法を扱う部署に属し、トリーアで起きたワイナリーがらみの異常な殺人事件の捜査のために派遣され、地元の女性刑事のヴァネッサ・ゾマーと事件の解決にあたる。二人は地元の川の女神と出会い、魔術師の亡霊と戦う。事件解決後、ヴァネッサは魔法の部署に誘われる。

### False Value
かつてエイダ・ラブレスとチャールズ・バベッジが密かに発明した強力な魔法機関を巡り、これを再現しようとする億万長者と、阻止しようとするアメリカの"図書館員"と呼ばれる魔術師たち、さらに別の勢力がロンドンで暗闘する。身重なビバリーを抱えるピーターは億万長者の会社に潜入して闇の世界からの侵入を防ぐ。

### What Abigail Did That Summer
Fox Glove Summer とThe Furthest Stationの間に位置する中編である。
魔法の訓練中の、ピーターの従妹アビゲイル・タマラを主人公とする。子供たちが失踪し、アビゲイルは話す狐たちとともに、事件を捜査する。

### Amongst Our Weapons
ビヴァリーの双子の出産が近づく中、ロンドンでは「死の天使」のごとき存在が、数十年前の聖書朗読グループのメンバーたちを連続して殺し、やが16世紀スペインの異端審問との関係が浮かび上がる。

### Winter's Gifts
真冬のウィスコンシン州を舞台とし、FBI捜査官で特殊事件を担当するキンバリー・レイノルズがアメリカ先住民の魔術と失踪した19世紀の探検隊に関係した、元捜査官の失踪事件を捜査する。

### The Masquerades of Spring
第一次大戦から数年後のニューヨークを舞台とし、ナイチンゲールとその同窓の友人が魔法のかけられた楽器の出所を追う。

## 主な登場人物

### 主人公とその周辺人物
ピーター・グラント
父は引退した著名なジャズ・ミュージシャン、母親はシエラレオネ出身の黒人で郊外の団地の労働者階級の出身。ロンドン警視庁の見習巡査であったが、書類仕事の職場に回されるところ、幽霊と話すという特殊な才能を発揮して特殊犯罪課に配属され、この50年で初めての魔術師の弟子となる。警視庁に就職する前は建築家を目指したことがあり、建築には造詣が深い。注意力散漫な欠点があるものの、コンピュータなどの現代テクノロジーにも通じており、特殊犯罪課に新風を吹き込む。捜査の過程で大規模な破壊を伴う大騒ぎを引き起こす傾向がある。
トーマス・ナイティンゲール
1900年に生まれた100歳を超える"最後の魔術師"であるが、1970年ごろから若返り始め、40代にしか見えない。特殊犯罪課主任警部かつ唯一の課員でもあり、警視総監に直接報告する。現代のテクノロジーには疎いがジャガーを乗りこなし、ラグビーのテレビ観戦を楽しむ、上品で教養深い英国紳士。愚壮館(ザ・フォリー)は特殊犯罪課があるだけでなく課員の住居でもあり、外界とは接触を絶ってこの館に住む。
レスリー・メイ
ピーターの同期であるが優秀な警官で、一時は殺人課に配属される。幽霊の絡む事件で顔に治療不可能な重傷を負って休職するが、魔術の才能を発揮して特殊犯罪課に加わる。後に特殊犯罪課を裏切り、"顔のない魔術師"の味方となって姿をくらます。
モリー
長年愚壮館に住むメイドであるが、口をきかず、通常より歯の多い謎の妖精。愚壮館を離れることがない。
トビー
幽霊を感じることのできる、愚壮館の飼い犬。
リチャード・”ロード”・グラント
ピーターの父。かつての著名なジャズ・ミュージシャンだが、ヘロイン中毒のために唇を痛め、トランペットが吹けなくなって引退状態となっている。
ミセス・グラント
ピーターの母。シエラレオネ出身の黒人で、掃除婦。
アビゲイル・タマラ
ピーターの従妹の厄介な詮索好きのティーンエージャーであり。魔術の才能がある。

### 特殊犯罪課の協力者たち
ドクター・アブドゥル・ウォリッド
イスラム教に改宗したスコットランド人で、世界で唯一の神秘病理学者。特殊犯罪課にからむ解剖や治療を引き受ける。
ドクター・ジェニファー・ヴォーン
ドクター・ウォリッドの同僚となった神秘病理学者。
ハロルド・ポストマーティン
オックスフォード大学教授で魔術の歴史を研究する学者。
アレグザンダー・シーウォル
ロンドン警視庁殺人課主任警部。かつてはレスリーの上司であったが、第一作での負傷の後しばらく休職となる。
ミリアム・ステファノポウラス
ロンドン警視庁殺人課部長刑事でシーウォルの右腕。敏腕な恐るべきレズビアン。
サーラ・グリード
ロンドン警視庁殺人課刑事。イスラム教徒の女性。
フランク・キャフリー
消防署内での特殊犯罪課の連絡係で協力者であり、予備役のパラシュート隊員。種々の荒っぽい仕事を引き受ける。
ジャゲット・クーマー
鉄道警察巡査部長。鉄道がらみの不自然な事件を引き受ける。
キンバリー・レイノルズ
FBI捜査官、ロンドンでアメリカ人が巻き込まれた超自然的事件を担当し、ピーターと知り合う。

### 超自然的な存在
ファーザー・テムズ
テムズ川上流の主神たる男神。以前は古代ローマ時代のブリトン人。下流の汚染を嫌って上流に引っ越した。
オクスリー
ファーザー・テムズの"息子"で上流の神々の中の実力者。もとは中世の修道士。
イシス
オクスリーの妻。
アッシュ
ファーザー・テムズの"息子"である若者。
マザー・テムズ
テムズ川下流の主神で女神。かつてテムズ川に身投げをしたナイジェリア出身の黒人の看護婦であった。
エフラ
マザー・テムズの"娘"で支流の女神。
オベロン
エフラの愛人。
フリート
マザー・テムズの"娘"で支流の女神。
タイバーン
マザー・テムズの"娘"で支流の女神。オクスフォード大学出身で野心家であり、さまざまなコネクションを通じて有力者を動かす。たびたびピーターの敵となる。
ビヴァリー
マザー・テムズの"娘"で支流の女神。ピーターの恋人、のちに妻。
ザッカリー・パーマー
半妖精(デミフェ)。ロンドンの超自然的な世界に通じた情報屋でもある。
レイナード・フォックスマン
やはり妖精の血を引く、ロンドンの超自然的な世界に通じた情報屋。

### 魔術師たち
顔のない魔術師
かつてオクスフォード大学のリトル・クロコダイル・クラブで密かに魔術の指導を受けた人物、あるいはその人物に指導を受けた邪悪で強力な魔術師。顔を見られない術を常時使う。
ヴァルヴァラ・シドロヴナ
ロシアの”夜の魔女”であり。第二次大戦で戦った90歳ほどの人物だが、中年にしか見えない。顔のない魔術師のために働き、一時はその仲間の看護婦を装って暮らす。
レディ・ヘレナ・リンデン=リマー
代々魔法を伝えてきた貴族女性。
ステファン・ヒギンズ、パトリシア・チン
アメリカの"図書館員"と呼ばれる魔術師グループのメンバー

## TRPG
2022年にアメリカのケイオシアム社からRivers of Londonというタイトルで同小説のTRPGが発売された。原作のキャラクターがNPCとして登場し、プレイヤーはスコットランドヤードのロンドン特殊犯罪課の刑事や警官、警察関係者や協力者となり、魔法使い、吸血鬼、妖精、幽霊、神様など超常現象に関わる事件を解決する。現代のロンドンを舞台にした明るい雰囲気のモダンファンタジーのゲームである。
またRivers of LondonのTRPGは、コアルールに新クトゥルフ神話TRPGと同じ ベーシック・ロールプレイング（Basic Role-Playing） システムを採用している。2つのゲームのルールに違いがあるが、コアルールが同じためデータのコンバートは比較的容易である。ロンドン特殊犯罪課シリーズの世界観にクトゥルフ神話を組み合わせて遊ぶことができる。その場合、クトゥルフ神話はロンドン特殊犯罪課シリーズの世界において禁断の知識となり、コズミックホラーやダークファンタジーの作風で遊ぶことになる。逆に新クトゥルフ神話TRPGにロンドン特殊犯罪課シリーズの設定を導入し、ライトな雰囲気で魔法を取り扱う刑事もののゲームとして遊ぶこともできる。
他に新クトゥルフ神話TRPGにデータをコンバートできるTRPGと言えば、クトゥルフ神話TRPGのサプリメントとして作られた後、2016年に独立したTRPGとして作り直された未訳『デルタグリーン』TRPGが存在する。こちらはプレイヤーがアメリカの特殊部隊で抗神組織となる『デルタグリーン』の隊員となり、神話的事件に挑む。このようにシステムが異なっても、新クトゥルフ神話TRPGに設定やデータをコンバートして遊べるTRPGが存在する。

### TRPG

#### 基本ルールブック
- Rivers of London (2022)

#### シナリオ
- The Domestic (2023)
- Going Underground  (2024)
- The Font of all Evil (2024)
- Jimmy's Last Dance (2025)

#### サプリメント
- In Liberty's Shadow (2025)

## 映像化
2019年4月、イギリスの製作会社"Stolen Picture"がシリーズのテレビドラマ化権を得て企画中であると発表された。その後、原作者はこの企画が永遠の準備段階にあると語った。
2022年7月、イギリスの制作会社”See-Saw”と"Pure Fiction Television"と”Unnecessary Logo”がシリーズのテレビドラマ化が決定したと発表した。。2023年11月、ジョン・ジャクソンが思た脚本家になると発表された。